# Gerd Volz
Gerd Volz (* 21. April 1944 in Oggersheim; † 5. März 2010 in Schifferstadt) war ein deutscher Ringer.

## Werdegang
Gerd Volz erlernte den Beruf eines Kupferschmiedes. Verheiratet war er mit der Fechterin Helga Mees. Volz begann als Jugendlicher in Friesenheim mit dem Ringen. Er startete in beiden Stilarten, legte aber als Erwachsener sein Hauptaugenmerk auf den freien Stil.
1963 belegte er, für Friesenheim startend, bei der deutschen Juniorenmeisterschaft im griechisch-römischen Stil im Schwergewicht den 3. Platz. 1964 wurde er im gleichen Stil, nunmehr für den KSV Oggersheim startend, deutscher Junioren-Vizemeister im Schwergewicht hinter Roland Bock aus Tuttlingen.
Von 1967 bis 1981 belegte Gerd Volz, der in seiner weiteren Karriere noch für den KSV Köllerbach und für den VfK Schifferstadt auf die Matte ging, bei den deutschen Meisterschaften der Senioren viermal den 2. Platz und sechsmal den 3. Platz. Es gelang ihm aber nie, deutscher Einzelmeister zu werden. Der Grund dafür war, dass er in den Jahren, in denen er zur deutschen Spitzenklasse der Schwergewichtsringer zählte, in Wilfried Dietrich einen für ihn unschlagbaren Gegner hatte und daneben in der Bundesrepublik Deutschland neben Wilfried Dietrich auch noch die zur erweiterten Weltspitze gehörenden Schwergewichtler Roland Bock von der Sportvg Feuerbach, Heinz Eichelbaum aus Witten und Horst Schwarz aus Untertürkheim sowie Lorenz Hecher und Alfons Hecher aus Hallbergmoos seine Konkurrenten waren.
Deutsche Meistertitel gewann Gerd Volz aber mit seiner Mannschaft, dem KSV Köllerbach, in den Jahren 1968 und 1972.
Auf der internationalen Ringermatte startete er erstmals im Jahre 1966. Er ging bei der Europameisterschaft in Karlsruhe im freien Stil im Schwergewicht auf die Matte und besiegte dort den ehemaligen Weltmeister Ljutwi Dschiber Achmedow aus Bulgarien und Wieslaw Bochenski aus Polen. Seinen dritten Kampf gegen den Türken Gıyasettin Yılmaz verlor er aber, womit er die Fehlerpunktzahl von 6 erreichte und ausscheiden musste. Er erreichte aber einen guten 5. Platz.
Ferner war er im Jahre 1971 bei der Weltmeisterschaft in Sofia am Start. Er verlor dort im Superschwergewicht gegen Stanislaw Makowieki aus Polen und rang gegen Ștefan Stîngu aus Rumänien unentschieden. Dies bedeutete für ihn den 11. Platz.
1974 siegte Gerd Volz beim Pokalturnier der Europäischen Union in Glasgow, einem Vorläufer der EU-Meisterschaften, im Superschwergewicht vor Bradley aus Großbritannien und Tamassin, aus Italien.
Gerd Volz wurde auch bei einigen Länderkämpfen eingesetzt. 1966 siegte er dabei u. a. über Arne Robertsson aus Schweden und 1971 rang er gegen Ștefan Stîngu aus Rumänien unentschieden.

## Internationale Erfolge
| Jahr | Platz | Wettbewerb                              | Stil | Gewichtsklasse | |
| 1966 | 5.    | EM in Karlsruhe                         | F    | Schwer         | mit Siegen über Ljutwi Dschiber Achmedow, Bulgarien u. Wislaw Bochenski, Polen u. einer Niederlage gegen Gıyasettin Yılmaz, Türkei |
| 1970 | 2.    | Intern. Turnier in Genua                | F    | Superschwer    | hinter Carlesi, Italien, vor Karl Bachmann, Schweiz                                                                                |
| 1971 | 11.   | WM in Sofia                             | F    | Superschwer    | nach Niederlage gegen Stanislaw Makowieki, Polen u. Unentschieden gegen Ștefan Stîngu, Rumänien                                    |
| 1974 | 2.    | Intern. Turnier in Freiburg im Breisgau | F    | Superschwer    | hinter Heinz Eichelbaum, BRD, vor Erich Lüscher, Schweiz                                                                           |
| 1974 | 1.    | EU-Pokalturnier in Glasgow              | F    | Superschwer    | vor Bradley, Großbritannien u. Tamussin, Italien                                                                                   |
| 1975 | 7.    | EM in Ludwigshafen am Rhein             | F    | Superschwer    | nach Freilos u. Niederlagen gegen Chris Dolman, Niederlande u. Alaettin Yildirim, Türkei                                           |

## Deutsche Meisterschaften
| Jahr | Platz | Altersgruppe | Stil | Gewichtsklasse |                                                                           |
| 1963 | 3.    | Junioren     | GR   | Schwer         | hinter Werner Burghard, Brötzingen u. H. Krumrück, Schwenningen           |
| 1964 | 2.    | Junioren     | GR   | Schwer         | hinter Roland Bock, Sportvg Feuerbach, vor H. Krumrück                    |
| 1967 | 2.    | Senioren     | F    | Schwer         | hinter Wilfried Dietrich, Schifferstadt, vor Heinz Eichelbaum, Oberhausen |
| 1969 | 3.    | Senioren     | F    | Superschwer    | hinter Roland Bock, Tuttlingen u. Heinz Eichelbaum, Witten                |
| 1969 | 3.    | Senioren     | GR   | Superschwer    | hinter Roland Bock u. Horst Schwarz, Untertürkheim                        |
| 1971 | 2.    | Senioren     | F    | Superschwer    | hinter Wilfried Dietrich, vor Gerd Trutnau, Hanau                         |
| 1972 | 2.    | Senioren     | F    | Superschwer    | hinter Wilfried Dietrich, vor Heiner Raber, Speyer                        |
| 1973 | 3.    | Senioren     | F    | Superschwer    | hinter Wilfried Dietrich u. Heinz Eichelbaum                              |
| 1974 | 3.    | Senioren     | F    | Superschwer    | hinter Alfons Hecher, Hallbergmoos u. Heinz Eichelbaum                    |
| 1974 | 3.    | Senioren     | GR   | Superschwer    | hinter Wilfried Dietrich u. Lorenz Hecher, Hallbergmoos                   |
| 1977 | 2.    | Senioren     | GR   | Superschwer    | hinter Richard Wolff, Bad Reichenhall, vor Wolfgang Ries, Mainz           |
| 1981 | 3.    | Senioren     | F    | Superschwer    | hinter Wolfgang Gentzen, Bonn-Duisdorf u. Eckhard Knodel, Wiesental       |